# سام گریوز
سام گراوس (به انگلیسی: Sam Graves) نمایندهٔ حوزه انتخابیه ششم میزوری از حزب جمهوری‌خواه ایالات متحده آمریکا در مجلس نمایندگان ایالات متحده آمریکا است که برای نخستین‌بار در ۹ ژانویه ۲۰۰۱ میلادی به‌عضویت این مجلس درآمد.